# Saint-Ouen-de-Sécherouvre
Pour les articles homonymes, voir Saint-Ouen.
Saint-Ouen-de-Sécherouvre est une commune française, située dans le département de l'Orne en région Normandie, peuplée de 159 habitants.

## Géographie
| Saint-Aubin-de-Courteraie | Saint-Martin-des-Pézerits                       | Soligny-la-Trappe           |
| Saint-Aubin-de-Courteraie | Saint-Ouen-de-Sécherouvre                       | Sainte-Céronne-lès-Mortagne |
| Saint-Germain-de-Martigny | Bazoches-sur-Hoëne, Sainte-Céronne-lès-Mortagne | Sainte-Céronne-lès-Mortagne |

### Hydrographie
La commune est située dans le bassin Loire-Bretagne. Elle est drainée par le ruisseau de Saint-mard et le ruisseau du Bois guillaume,,.

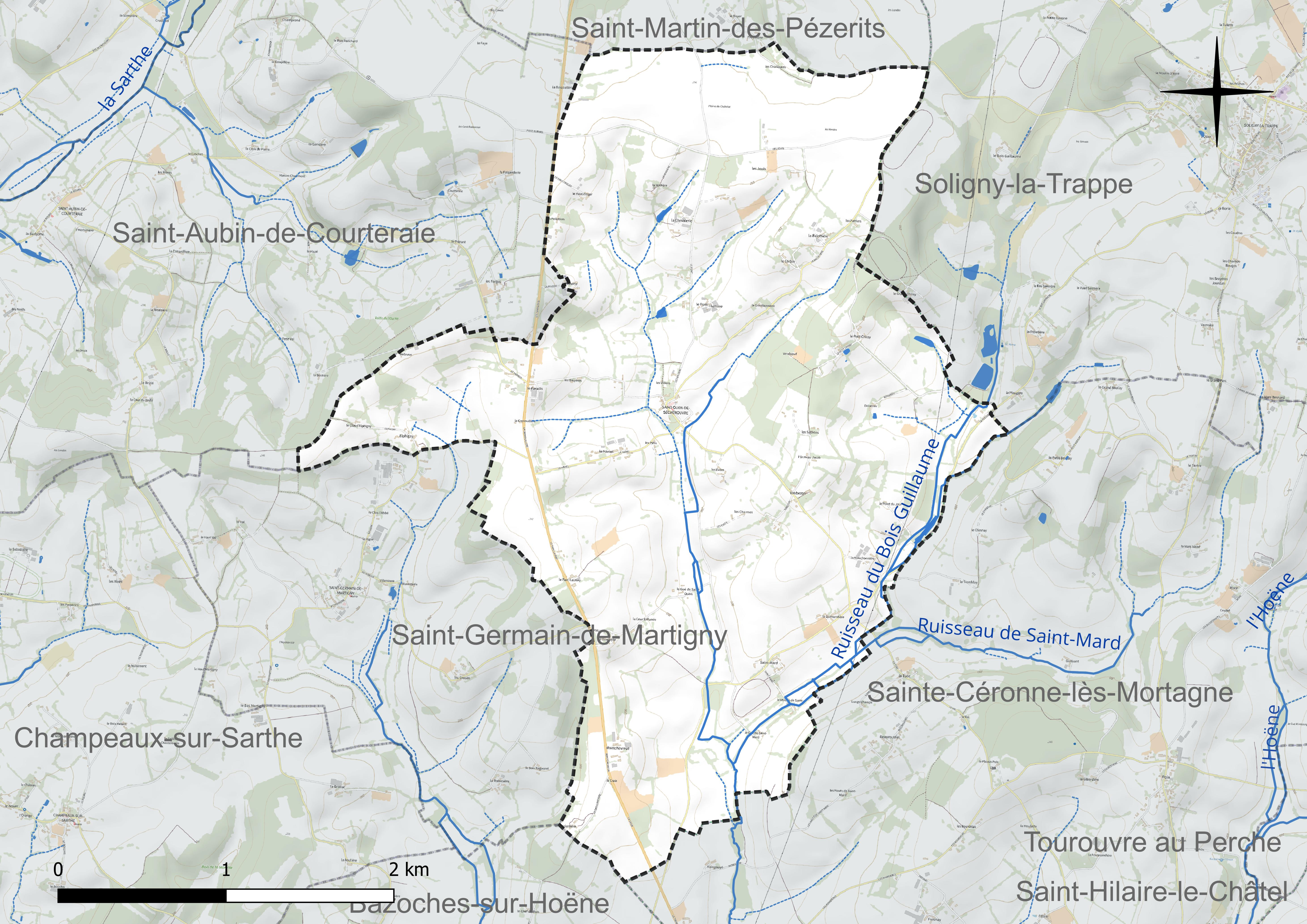
Réseau hydrographique de Saint-Ouen-de-Sécherouvre.

### Climat
Pour des articles plus généraux, voir Climat de la Normandie et Climat de l'Orne.
En 2010, le climat de la commune est de type climat océanique dégradé des plaines du Centre et du Nord, selon une étude du CNRS s'appuyant sur une série de données couvrant la période 1971-2000. En 2020, Météo-France publie une typologie des climats de la France métropolitaine dans laquelle la commune est exposée à un climat océanique altéré et est dans la région climatique Normandie (Cotentin, Orne), caractérisée par une pluviométrie relativement élevée (850 mm/a) et un été frais (15,5 °C) et venté. Parallèlement le GIEC normand, un groupe régional d’experts sur le climat, différencie quant à lui, dans une étude de 2020, trois grands types de climats pour la région Normandie, nuancés à une échelle plus fine par les facteurs géographiques locaux. La commune est, selon ce zonage, exposée à un « climat contrasté des collines », correspondant au Pays d'Ouche et au Perche et bénéficiant d’un caractère continental affirmé avec des précipitations atténuées et des amplitudes thermiques fortes.
Pour la période 1971-2000, la température annuelle moyenne est de 10,3 °C, avec une amplitude thermique annuelle de 13,9 °C. Le cumul annuel moyen de précipitations est de 802 mm, avec 12,6 jours de précipitations en janvier et 8 jours en juillet. Pour la période 1991-2020, la température moyenne annuelle observée sur la station météorologique la plus proche, située sur la commune de Saint-Hilaire-le-Châtel à 5 km à vol d'oiseau, est de 11,3 °C et le cumul annuel moyen de précipitations est de 732,0 mm,. Pour l'avenir, les paramètres climatiques de la commune estimés pour 2050 selon différents scénarios d’émission de gaz à effet de serre sont consultables sur un site dédié publié par Météo-France en novembre 2022.

## Urbanisme

### Typologie
Au 1er janvier 2024, Saint-Ouen-de-Sécherouvre est catégorisée commune rurale à habitat très dispersé, selon la nouvelle grille communale de densité à sept niveaux définie par l'Insee en 2022.
Elle est située hors unité urbaine. Par ailleurs la commune fait partie de l'aire d'attraction de Mortagne-au-Perche, dont elle est une commune de la couronne,. Cette aire, qui regroupe 25 communes, est catégorisée dans les aires de moins de 50 000 habitants,.

### Occupation des sols
L'occupation des sols de la commune, telle qu'elle ressort de la base de données européenne d’occupation biophysique des sols Corine Land Cover (CLC), est marquée par l'importance des territoires agricoles (96,8 % en 2018), une proportion identique à celle de 1990 (96,8 %). La répartition détaillée en 2018 est la suivante : 
prairies (43,6 %), terres arables (34,4 %), zones agricoles hétérogènes (18,7 %), forêts (3,2 %). L'évolution de l’occupation des sols de la commune et de ses infrastructures peut être observée sur les différentes représentations cartographiques du territoire : la carte de Cassini (XVIIIe siècle), la carte d'état-major (1820-1866) et les cartes ou photos aériennes de l'IGN pour la période actuelle (1950 à aujourd'hui).

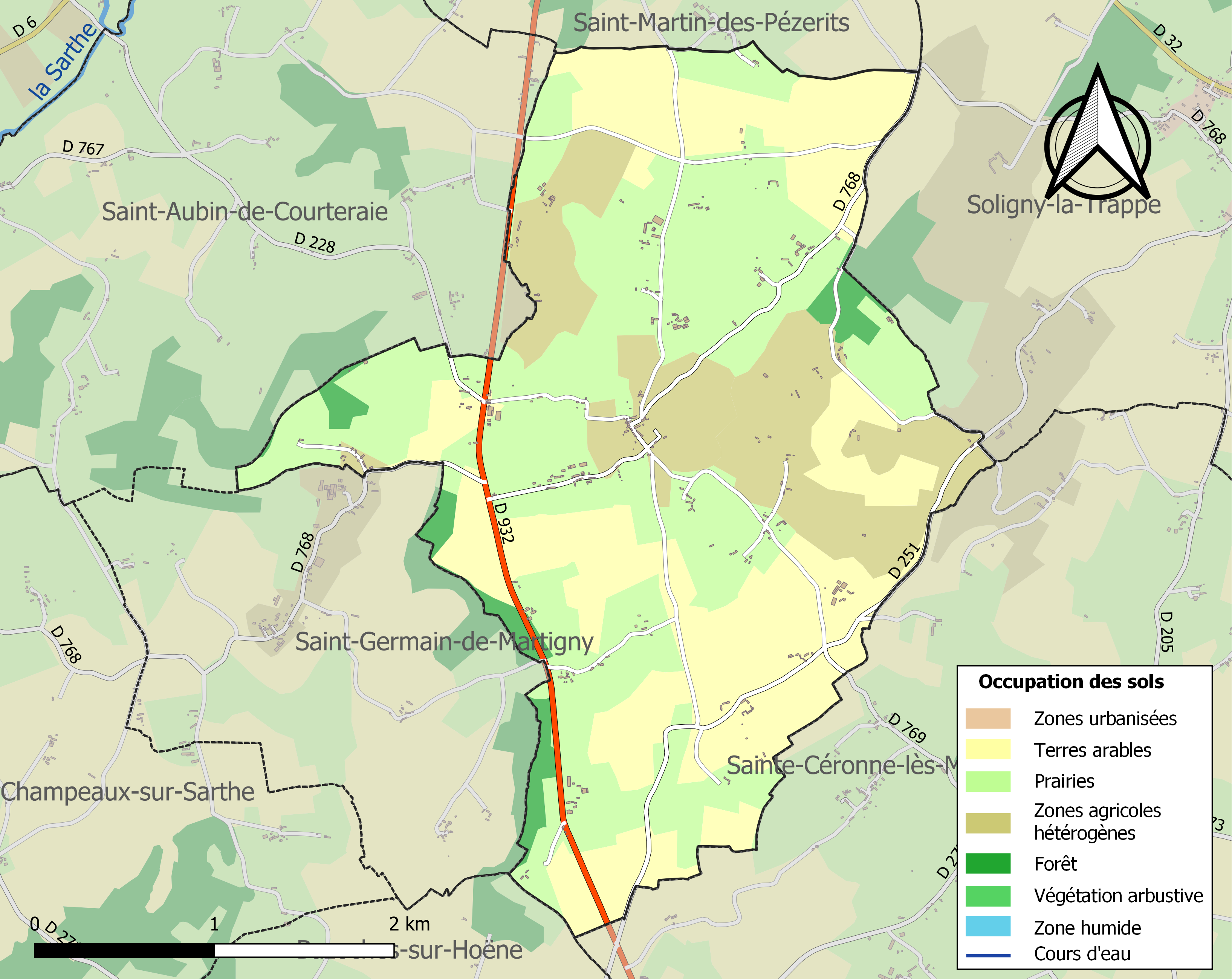
Carte des infrastructures et de l'occupation des sols de la commune en 2018 (CLC).

## Toponymie
Le nom de la localité est attesté sous la forme parrochia Sancti Audoeni de Sicco Robore en 1245.
Toponyme composé de Saint-Ouen, de sèche et de rouvre, « chêne sec ».

## Histoire

### Fusion de communes
En 1819, Saint-Ouen-de-Sécherouvre (432 habitants en 1806) absorbe Saint-Marc-de-Coulonges (235 habitants).

## Politique et administration
| Période                                  | Période   | Identité         | Étiquette | Qualité              |
| ---------------------------------------- | --------- | ---------------- | --------- | -------------------- |
| octobre 1876                             | mai 1912  | Eugène Legrier   |           |                      |
| mai 1912                                 | mai 1925  | Philippe Bouvier |           |                      |
| mai 1925                                 | mai 1935  | Prosper Legrier  |           |                      |
| mai 1935                                 | mai 1937  | Eugène Costard   |           |                      |
| mai 1937                                 | mai 1953  | Onésime Sicot    |           |                      |
| mai 1953                                 | mars 1977 | Eugène Buisson   |           | Agriculteur          |
| mars 1977                                | mars 2001 | Marcel Bouvet    |           | Agent France Télécom |
| mars 2001                                | mars 2014 | Marcel Garnier   | SE        | Agriculteur          |
| mars 2014                                | En cours  | Rémy Gohier      | SE        | Agriculteur          |
| Les données manquantes sont à compléter. |           |                  |           |                      |

## Démographie
L'évolution du nombre d'habitants est connue à travers les recensements de la population effectués dans la commune depuis 1793. Pour les communes de moins de 10 000 habitants, une enquête de recensement portant sur toute la population est réalisée tous les cinq ans, les populations de référence des années intermédiaires étant quant à elles estimées par interpolation ou extrapolation. Pour la commune, le premier recensement exhaustif entrant dans le cadre du nouveau dispositif a été réalisé en 2007.
En 2022, la commune comptait 159 habitants, en évolution de −10,67 % par rapport à 2016 (Orne : −3,21 %, France hors Mayotte : +2,11 %).
| 1793 | 1800 | 1806 | 1821 | 1836 | 1841 | 1846 | 1851 | 1856 |
| ---- | ---- | ---- | ---- | ---- | ---- | ---- | ---- | ---- |
| 438  | 462  | 432  | 644  | 587  | 596  | 656  | 623  | 640  |

| 1861 | 1866 | 1872 | 1876 | 1881 | 1886 | 1891 | 1896 | 1901 |
| ---- | ---- | ---- | ---- | ---- | ---- | ---- | ---- | ---- |
| 582  | 549  | 501  | 483  | 478  | 455  | 435  | 396  | 381  |

| 1906 | 1911 | 1921 | 1926 | 1931 | 1936 | 1946 | 1954 | 1962 |
| ---- | ---- | ---- | ---- | ---- | ---- | ---- | ---- | ---- |
| 334  | 331  | 286  | 303  | 294  | 289  | 296  | 298  | 245  |

| 1968 | 1975 | 1982 | 1990 | 1999 | 2006 | 2007 | 2012 | 2017 |
| ---- | ---- | ---- | ---- | ---- | ---- | ---- | ---- | ---- |
| 240  | 244  | 195  | 206  | 179  | 190  | 191  | 181  | 175  |

| 2022 | - | - | - | - | - | - | - | - |
| ---- | - | - | - | - | - | - | - | - |
| 159  | - | - | - | - | - | - | - | - |

## Lieux et monuments
(mai 2009).

### L'église
- 1894 – Projet de construction d’une tour à l’église.
- 1896 – Monsieur Marchand, ancien curé de Saint-Ouen-de-Sécherouvre a fait un don d’une somme de 400 fr. À titre se souscription pour la construction de la tour de l’église.
- 1897 – Construction de la tour de l’église.
- 1911 – Installation de M. le curé par M. le doyen de Bazoches. Dimanche 16 juillet.
- 1912 – Installation de la corniche autour du bas de l’église.
- 1913 – Installation de six vitraux réalisés par les ateliers Lorin de Chartres, dirigés par Charles Lorin[26].
- 1914 – Plantation des arbres autour de l’église. Installation des lambris.
- 1919 – Érection du monument des victimes de la guerre.
- 1920 – Érection de la statue de la Sainte Vierge. Emmarchement des petits autels et de l’entrée du chœur.
- 1921 – Revêtement des murs et peintures de la nef par M. le curé. Six vitraux du chœur[26]. Voûte du chœur en pitchpin et moulures en chêne, par M. le curé.
- 1922 – Peintures du chœur par M. Boucherat (maison Barillet). Tables de communion en chêne sculpté par Croix Marie.
- 1923 – Réfection de la couverture de l’église en ardoise par M. le curé, aidé d’un manœuvre.
- 1924 – Installation de l’horloge avec trois nouvelles cloches pour le carillon.
- 1925 – Réfection des barrières du cimetière.
- 1927 – Statues de sainte Jeanne d’Arc et de sainte Thérèse de l’Enfant Jésus.
- 1929 – Peinture de l’entrée de la tour.
- 1931 – Chauffage de l’église. Électrification de quatre cloches.
- 1935 – Édification du calvaire en granite, exécuté par M. le curé. Mosaïques de la façade de la tour par M. Barillet.
- 1938 – Mosaïques des côtés nord et sud sur 15 mètres de hauteur.
- 1949 – Statues de saint Ouen de Sécherouvre, du Sacré-Cœur, de saint Joseph, de deux anges adorateurs de saint Louis, sainte Jeanne d’Arc et sainte Thérèse de l’Enfant Jésus et de saint Antoine, par Lambert-Rucki.
- 1950 – Érection du calvaire en granit (Croix des Landes).
- 1952 – Érection des 15 Mystères du Rosaire autour de l’église (œuvre des frères Lérat) ; bénédiction par Mgr Ménard.
- 1963 – Mort de monsieur Louis Gérard (1880 – 1963), curé de Saint-Ouen-de-Sécherouvre.

### Le moulin de la Pleugère[27],[28]
- Ancien moulin à eau municipal avec le moulin Saint-Mard (ex-Saint-Mard-de-Coulonges) et le moulin des planches, il desservait les communes avoisinantes de Saint-Ouen-de-Sècherouvre, de Soligny-la-Trappe et de Sainte-Céronne-les-Mortagne. Il est possible qu’il ait autrefois appartenu à l’ancienne seigneurie et que ce moulin fût relativement très polyvalent. Il a peut-être été équipé à une époque d’une roue intérieure en supplément de sa roue extérieure pour augmenter sa puissance. Moulin à grains, à tan et à foulon très certainement. Malheureusement lors de son achat pour restauration, plus rien de son histoire et de ses mécanismes ne persistaient.  Des recherches actuelles sont menées pour retrouver le passé historique de ce moulin auprès de l’office départemental de l’Orne à Alençon et auprès de l’abbaye de la Trappe.
- Ce moulin trouve ses origines à la fin du XVe siècle. Lors de la restauration du tunnel de décharge de la roue, la pierre qui sert de clé de voûte a été mise au jour. Elle porte une inscription (1485) date probable de construction du moulin. Les recherches dans les archives départementales ont permis de trouver les traces de sa production. Une activité régulière en 1555 et une production de farine de deux quintaux par jour en 1646.
- Le bâtiment principal, dont les couleurs chaudes rappellent le sable du Perche, s’insère parfaitement dans ce décor vallonné.[réf. nécessaire] La dépendance, ancienne longère, complète cette propriété.
- Puis vers 1810, construction attenante d’une écurie percheronne. Aujourd’hui devenue cuisine, les mangeoires entretiennent le souvenir de ce passé.
- L’ancienne salle des machines reconstruite vers 1835 conserve encore les traces de ces différentes évolutions au fil du temps.
- Les fouilles de la fosse ont permis de découvrir sous le limon les vestiges d’un tronçon de l’ancienne roue (env. 1870). C’est à partir de ces éléments qu’une roue neuve identique en forme et dimensions a été reconstruite et inaugurée le 23 août 2008.
- La double porte (à double battant), typique de cette région, est néanmoins unique dans ces dimensions et dans cette forme.
- Vers les années 1900 construction de la longère et de sa grange. Un ancien four à pain est en cours de restauration. Il permettra d’offrir aux hôtes un pain traditionnel.

### Autres monuments
- Le presbytère.
- Les ruines de l'église Saint-Mard, ancienne église paroissiale de Saint-Mard-de-Coulonges, la nef fut détruite pour aménager les chemins de la commune, ne subsiste que la tour en mauvais état.

## Personnalités liées à la commune
- Lucette Destouches (1912-2019), venue en vacances chez ses grands-parents dans la commune, jeune[29].
- François Doubin (1933-2019), habitant de la commune de Saint-Ouen-de-Sécherouvre, ministre de juin 1988 à 1991 dans le gouvernement de Michel Rocard, puis de 1991 à avril 1992 dans celui d'Édith Cresson.
- Antoine Sicot, chanteur lyrique, natif de la commune.